# Cyprididae
Cyprididae vormen een familie binnen de orde Podocopida.

## Leefwijze
Sommige bewegen zich al zwemmende voort, terwijl anderen over de bodem kruipen.

## Verspreiding en leefgebied
Deze familie omvat het overgrote deel van de zoetwatersoorten uit meren, plassen en moerassen.  

## Voortplanting
De voortplanting vindt vaak ongeslachtelijk plaats door middel van parthenogenese. Van sommige soorten zijn zelfs geen mannetjes bekend. De eieren zijn goed bestand tegen uitdroging.

## Taxonomie

### Onderfamilies
- Bradycypridinae Hartmann & Puri, 1974
- Cyprettinae Hartmann, 1971
- Cypricercinae McKenzie, 1971
- Cypridinae Baird, 1845
- Cypridopsinae Kaufmann, 1900
- Eucypridinae Bronstein, 1947
- Talicyprideinae Hou, 1982 †

### Geslachten
- Batucyprettinae Victor & Fernando, 1981
- Callistocypridinae Schornikov, 1980
- Candocypria Furtos, 1933
- Cyclocypris Brady & Norman, 1889
- Cypria
- Cypridopsis Brady, 1867
- Cyprinotus Brady, 1886
- Herpetocypris
- Heterocypris Claus, 1893
- Ilyocypris Brady & Norman, 1889
- Kunluniacypris Kempf, 2015
- Microcypris Kaufmann, 1900
- Neomangaloria Honnappa, Pathy & Abrar, 1984
- Pseudoeucypris Schneider, 1957
- Reticypris McKenzie, 1978